# Nanoro
Nanoro là một tổng thuộc  tỉnh Boulkiemdé ở miền trung Burkina Faso. Dân số thời điểm 2005 là  33.511 người. Thủ phủ là thị xã Nanoro.

## Các thị xã và làng xã
• Thị xã Nanoro • Basziri • Boulpon • Dacissé • Godo • Goulouré • Gouroumbila • Kokolo • Nazoanga • 
Poéssi • Séguédin • Sittaon • Soala • Soum • Simidin